# Elinardo de Bures
Elinardo de Bures fue un noble cruzado del Reino de Jerusalén.
Era sobrino de Guillermo I de Bures, posiblemente hijo de su hermano Godofredo. A la muerte de Guillermo le sucedió como Príncipe de Galilea y Señor de Tiberíades. Tenía varios hermanos:
- Guillermo II de Bures, que le sucedería como Príncipe de Galilea y Señor de Tiberíades.
- Raúl de Yssy
- Simón
- Eschiva de Bures, sucedería a Guillermo II de Bures como Princesa de Galilea y Señora de Tiberíades, casándose primero con Gualterio de Saint Omer, y luego con Raimundo III de Trípoli.
- Inés de Bures, casada con Gerardo de Grenier, Conde de Sidón.

Se casó con Ermengarde de Ibelín (muerta entre 1160 y 1167), hija de Barisán de Ibelín, pero no tuvo descendencia.

## Orígenes
Según una teoría académica muy extendida, Elinand estaba relacionada con Guillermo I de Bures, quien recibió el Principado de Galilea de manos de Balduino II de Jerusalén en 1119 o 1120.  El historiador Martin Rheinheimer asocia a Elinand con Elías, que era sobrino de Guillermo I.  Guillermo I se refirió a Elías y su hermano, Guillermo, como sus herederos en 1126.  Rheinheimer también dice que los hermanos eran hijos del hermano de Guillermo I, Godofredo.  Godfrey fue asesinado durante un saqueo en la primavera de 1119.  Hans Eberhard Mayer refuta la asociación de Elinand con el sobrino de Guillermo I, enfatizando que el nombre bíblico, Elías, no puede ser idéntico al germánico Elinand.  El historiador Malcolm Barber identifica a Elinand como el segundo hijo de Guillermo I. 
Mayer subraya que nada prueba que Elinand fuera pariente de Guillermo I.  Mayer también señala que el raro nombre de Elinand está bien documentado en la región de Saint-Omer y Fauquembergues en el siglo XII.  Concluye que Elinand era muy probablemente un miembro de la familia Saint-Omer y, por tanto, estaba relacionado con el segundo príncipe de Galilea, Hugo de Fauquembergues.  Identifica tentativamente al padre de Elinand con Hosto de Fauquembergues, quien fue castellano de Saint-Omer a finales de la década de 1120, aunque ningún documento evidencia que Hosto tuviera hijos. 

## Príncipe de Galilea

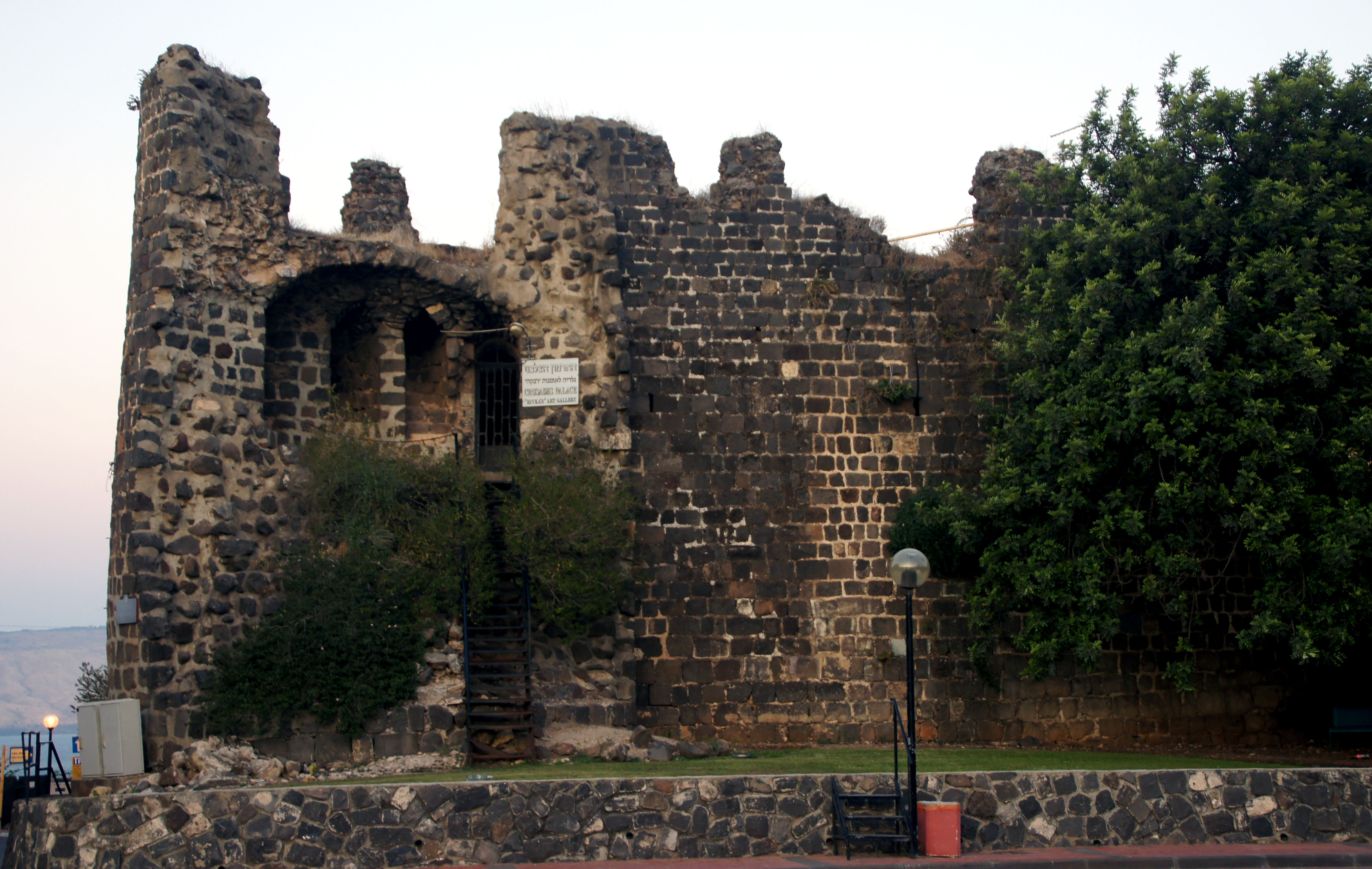
Ruinas del castillo de los cruzados en Tiberíades, sede del Principado de Galilea

Se desconocen las circunstancias del ascenso de Elinand al poder.  Rheinheimer dice que Elinand heredó el principado de Galilea (también conocido como el señorío de Tiberíades) de Guillermo I en 1144.  Mayer sostiene que Elinand se apoderó de Galilea con el apoyo de Melisenda de Jerusalén, que había obligado a Guillermo I a exiliarse tras la muerte de su marido, Fulco, rey de Jerusalén .  Elinand se convirtió en uno de los principales partidarios de Melisende. 
Imad ad-Din Zengi sitió Edesa a finales de noviembre de 1144.   Junto con Manasés de Hierges y Felipe de Milly, Melisende nombró a Eliland para liderar un ejército de relevo a la ciudad.   No llegaron a Edesa porque sus defensores se rindieron antes de fin de año.   Barber propone que probablemente fueron a Antioquía y participaron en la fallida contraofensiva de Raimundo de Antioquía a principios de 1145. 
Eliland asistió a la asamblea de los comandantes de la Segunda Cruzada en Acre el 24 de junio de 1148.  Los comandantes decidieron atacar Damasco.  El asedio de Damasco comenzó el 23 de julio, pero cuatro días después los cruzados abandonaron el asedio y regresaron al reino.  Según los rumores que habían comenzado a difundirse entre los cruzados durante el asedio, Mu'in ad-Din Unur, el gobernante de Damasco sobornó a Elinand. Poco después, Elinand murió o perdió Galilea. 

## Familia
Una carta real se refería a Ermengarda de Ibelín (hermana de Hugo de Ibelín ) como Señora de Tiberíades en 1155.  Rheinheimer, Sylvia Schein y otros historiadores escriben que Ermengarda era la esposa de Elinand.   También dicen que el sucesor de Elinand, Guillermo II, y el heredero de Guillermo, Eschivá, fueron sus hijos.   Por otro lado, Mayer y Peter W. Edbury proponen que Ermengarda de Ibelin fue la esposa de Guillermo I de Bures.   Mayer también dice que Elinand fue sucedido por el sobrino de Guillermo I, Simón de Bures. 